# Чи (река)
Чи (тайск. แม่น้ำชี) — река в Северо-Восточном Таиланде. Длина реки — 765 км. Площадь водосборного бассейна — 9300 км². Не считая приграничных рек Салуина и Меконга, это самая длинная река Таиланда (Чаупхрая имеет длину 372 км, если считать от места слияния рек Пинг и Нан).
Истоки реки находятся в горах Пхетчабун, далее река протекает по плату Корат на восток, где впадает в реку Мун недалеко от Меконга.